# Macrocoma
Macrocoma é um gênero de escaravelhos das folhas da subfamília Eumolpinae . Ele contém cerca de 100 espécies, que são encontradas na África tropical, em torno do Mediterrâneo, nas Ilhas Canárias, na Ásia Ocidental e Central e na Índia.
Macrocoma está intimamente relacionado ao gênero africano Pseudocolaspis, e às vezes tem sido tratado como um sinônimo júnior dele historicamente. Os dois gêneros se distinguem pela exposição do pigídio e pela forma das bordas anteriores do prosterno : no Macrocoma, o pigídio é coberto pelo élitrar e as bordas anteriores do prosterno são planas, enquanto na Pseudocolaspis, o pigídio é mais do que meio exposto e as bordas anteriores do esterno são convexas. Atualmente, várias espécies não estão organizadas de acordo com esses caracteres .

## Espécies
As espécies incluem:
- M. aeneonigra (Fairmaire, 1873)[10]
- M. aladina Daccordi & Medvedev, 1996
- M. andamanensis (Jacoby, 1908)[11]
- M. apicicornis (Jacoby, 1897)[12]
- M. aureovillosa (Marshall, 1865)[13]
- M. bengalensis (Duvivier, 1892)
- M. bequaerti Rebrota, 1940
- M. bertiae Moseyko, 2013[14]
- M. bezdeki Zoia, 2012[8]
- M. bipartita Kocher, 1962
- M. bipilosa (Schaufuss, 1871)
- M. bolivari (Escada, 1914)
  - M. bolivari antiatlantis Kocher, 1966
  - M. bolivari bolivari (Escada, 1914)
- M. brunnea Bryant, 1957[15]
- M. brunnipes (Olivier, 1808)
- M. budura Daccordi & Medvedev, 1996
- M. buettikeriana Daccordi, 1979
- M. calliptoides Lopatin, 1996
- M. carbonaria (Lefèvre, 1876)[16]
- M. chrysites (Gerstaecker, 1871)
- M. crassipes (Lefèvre, 1876)[16]
- M. cylindrica (Küster, 1846)
- M. daccordii Medvedev, 1996
- M. dakkai Kocher, 1962
- M. debduensis Kocher, 1967
- M. delagrangei (Pic, 1898)
- M. dimorpha (Medvedev, 1956)
- M. discoidalis (Jacoby, 1896)
- M. diversesignata Pic, 1939
- M. divisa (Wollaston, 1864)
- M. djurdjurensis Warchałowski, 2001
- M. doboszi Borowiec, 2005[17]
- M. dubia (Wollaston, 1864)
- M. eriophora Chapuis, 1874[1]
- M. ertli Weise, 1911
- M. femoralis (Weise, 1902)[18]
- M. fortidens (Berti & Rapilly, 1973)
- M. fulvohirta (Gestro, 1895)[19]
- M. fuscoaenea (Chapuis, 1879)[20]
- M. haiensis Kocher, 1967
- M. haliporphyrea (Marshall, 1865)[13]
- M. hargreavesi Bryant, 1938[21]
- M. henoni (Pic, 1894)
  - M. henoni babylonica Lopatin, 1986
  - M. henoni henoni (Pic, 1894)
  - M. henoni occidentalis (Escada, 1914)
- M. heydeni (Lefèvre, 1876)[16]
- M. himalayensis (Jacoby, 1900)
- M. hulai Zoia, 2012[8]
- M. impressa Achard, 1925
- M. indica (Baly, 1878)[4]
  - M. indica afghana Medvedev, 1985
  - M. indica indica (Baly, 1878)[4]
- M. iranica Lopatin, 1984
- M. janthina (Fairmaire, 1887)
- M. kabakovi Medvedev, 1985
- M. korbi (Pic, 1901)
- M. latifrons Lindberg, 1953
- M. lefevrei (Baly, 1878)[4]
- M. leprieuri (Lefèvre, 1876)[16]
  - M. leprieuri leprieuri (Lefèvre, 1876)
  - M. leprieuri majuscula Bechyné, 1957
- M. marquardti (Breit, 1913)
- M. mateui Kocher, 1959
- M. melillensis Kocher, 1967
- M. meruensis (Weise, 1909)[22]
- M. micula Lopatin, 1995[23]
- M. millingeni (Pic, 1898)
- M. conta Medvedev, 1985
- M. minutula (Fairmaire, 1887)
- M. monardi Pic, 1939[24]
- M. mosambica Kolbe, 1897
- M. niedobovae Zoia, 2012[8]
- M. nitidipennis (Weise, 1909)[22]
- M. obscuripes (Wollaston, 1862)[25]
- M. oneili (Jacoby, 1904)[26]
- M. orientalis (Jacoby, 1895)
- M. oromiana Daccordi, 1978
- M. pakistana Medvedev, 2000[27]
- M. parvula (Jacoby, 1895)[28]
- M. pelikani Zoia, 2017[29]
- M. peyerimhoffi Kocher, 1959
- M. purpureonotata Pic, 1939[24]
- M. robusta Lopatin, 1984
- M. rotroui Kocher, 1962
- M. rubripes (Schaufuss, 1862)
  - M. rubripes rubripes (Schaufuss, 1862)
  - M. rubripes turkmena Lopatin, 1976
- M. rufipes Weise, 1910
- M. rufotibialis (Jacoby, 1908)[11]
- M. sacra (Lopatin, 1983)
- M. saharica Kocher, 1959
- M. sarvadensis (Solsky, 1881)
- M. saudica Medvedev, 1996
- M. schereri Lopatin, 1995[23]
- M. seriesericans (Fairmaire, 1876)
- M. setosa (H. Lucas, 1846)
  - M. setosa mesatlantica Kocher, 1959
  - M. setosa setosa (H. Lucas, 1846)
- M. soror (Weise, 1909)[22]
- M. spinipes (Reitter, 1889)
- M. splendens Lindberg, 1950
- M. splendidula (Wollaston, 1862)[25]
  - M. splendidula franzi de palma, 1976
  - M. splendidula palmaensis de palma, 1977
  - M. splendidula splendidula (Wollaston, 1862)
- M. substriata (Weise, 1904)
- M. turbata (Weise, 1909)[22]
- M. usambarica (Weise, 1906)[30]
- M. vanharteni Lopatin, 2008
- M. vanstraeleni Selman, 1972[31]
- M. verschureni Selman, 1972[31]
- M. viridis (Chapuis, 1879)[20]
- M. voeltzkowi (Weise, 1910)
- M. zarudnii Lopatin, 1985

Espécies renomeadas:
- M. impressa (Berti & Rapilly, 1973) nec Achard, 1925 : renomeado para M. bertiae Moseyko, 2013

Sinônimos:
- M. hormuziaca Warchałowski, 2001 : sinônimo de M. zarudnii Lopatin, 1985 [32]